# Cyrtalastor moruloides
Cyrtalastor moruloides är en stekelart som beskrevs av Giordani Soika 1989. Cyrtalastor moruloides ingår i släktet Cyrtalastor och familjen Eumenidae. Inga underarter finns listade i Catalogue of Life.